# 陈灿平
陈灿平，中华人民共和国政治人物、学者。全国脱贫攻坚先进个人。

## 生平
陈灿平曾任西南民族大学经济学院院长，期间还挂职出任中共安化县委常委、县人民政府副县长。因在脱贫攻坚战中作出突出贡献，2021年2月25日全国脱贫攻坚总结表彰大会上，陈灿平被授予“全国脱贫攻坚先进个人”。2022年辞去教职，转任湖北省罗田县九资河镇官基坪村第一书记。